# ماشیباش
ماشیباش (روسی: Маашейбаш) یک کوه در روسیه است که در جمهوری آلتای جای دارد.